# Hunters Point (Queens)
Huntersville war eine historische Siedlung im Westen des Stadtbezirks Queens, New York City, deren Name heute fast vollständig verschwunden ist. Sie lag im Bereich des heutigen Long Island City, nahe Hunter’s Point, und war im 19. Jahrhundert ein eigenständiges Viertel mit ländlichem Charakter, bevor die Urbanisierung einsetzte. Die Gegend war geprägt von verstreuten Farmen und kleinen Industriebetrieben, ehe sie im Zuge der Industrialisierung und des Eisenbahnbaus in das städtische Gefüge von Queens integriert wurde.

## Geschichte
Die Ursprünge von Huntersville gehen auf das frühe 19. Jahrhundert zurück, als das Gebiet überwiegend landwirtschaftlich genutzt wurde. Namensgeber war vermutlich Robert Hunter, ein Kolonialgouverneur von New York, der auch Hunter’s Point seinen Namen gab. Die Entwicklung beschleunigte sich mit dem Bau der Long Island Railroad und der Hunter’s Point Avenue Bridge, wodurch Huntersville zu einem wichtigen Verkehrsknotenpunkt und Industriestandort wurde. Im Laufe der Zeit verschmolz Huntersville mit den umliegenden Vierteln und wurde Teil von Long Island City.

## Wirtschaft und Wandel
Im 19. Jahrhundert war Huntersville von kleinen Industriebetrieben, Schifffahrt und Eisenbahnanlagen geprägt. Die Nähe zum Newtown Creek und zur East River Waterfront machte das Viertel attraktiv für Fabriken und Lagerhäuser. Mit der fortschreitenden Urbanisierung und der Eingemeindung von Long Island City in New York City 1898 verlor Huntersville seine Eigenständigkeit und wurde Teil des schnell wachsenden Stadtgebiets.